# Адриатик
«Адриатик» (англ. RMS Adriatic) — британский пароход компании «Уайт Стар Лайн», последний и самый быстрый из «большой четвёрки». Первый в мире лайнер, на борту которого были размещены закрытый бассейн и турецкая баня.
Спущен на воду 20 сентября 1906 года в Белфасте на верфи «Harland and Wolff». 8 мая 1907 года отправился в своё первое плавание из Ливерпуля в Нью-Йорк, под командованием Эдварда Смита. Обратно «Адриатик» возвращался уже не в Ливерпуль, а в Саутгемптон, где только что был построен новый док для судов «Уайт Стар Лайн». Работал на этой линии до 1911 года, когда его место в доке занял «Олимпик». Вплоть до Первой мировой войны выполнял рейсы из порта приписки в Нью-Йорк.
В 1914—1919 был войсковым транспортом, после чего вернулся к обслуживанию пассажиров. В 1928 году на судне был убран третий класс. В 1933 году переведён на круизные маршруты.
19 декабря 1934 года «Адриатик» отбыл в свой последний круиз из Ливерпуля в Ономити, где в январе-феврале следующего года был утилизирован.